# Nymphula panpenealis
Nymphula panpenealis là một loài bướm đêm trong họ Crambidae.